# Kombinacja norweska na Mistrzostwach Świata w Narciarstwie Klasycznym 1993
Zawody w kombinacji norweskiej na XXVI Mistrzostwach świata w narciarstwie klasycznym odbyły się w dniach 18–25 lutego 1993 w szwedzkim Falun.

## Wyniki

### Gundersen K 90/15 km
- Data 18 lutego 1993

| Medal | Zawodnik          | Narodowość | Wynik   |
| ----- | ----------------- | ---------- | ------- |
|       | Kenji Ogiwara     | Japonia    | 46:47,5 |
|       | Knut Tore Apeland | Norwegia   | 48:22,0 |
|       | Trond Einar Elden | Norwegia   | 49:20,1 |
| 4     | Bjarte Engen Vik  | Norwegia   | 49:25,7 |
| 5     | Takanori Kono     | Japonia    | 49:28,7 |
| 6     | Masashi Abe       | Japonia    | 50:02,1 |
| 7     | Robert Stadelmann | Austria    | 50:05,5 |
| 8     | Bård Jørgen Elden | Norwegia   | 50:37,7 |
| 9     | František Máka    | Czechy     | ?       |
| 10    | Hans-Peter Pohl   | Niemcy     | 51:09,0 |

### Sztafeta 3 x 5 km
- Data 25 lutego 1993

| Medal | Zawodnik                                                | Narodowość | Wynik     |
| ----- | ------------------------------------------------------- | ---------- | --------- |
|       | Takanori Kono Masashi Abe Kenji Ogiwara                 | Japonia    | 1:19:25,7 |
|       | Trond Einar Elden Knut Tore Apeland Fred Børre Lundberg | Norwegia   | 1:23:12,0 |
|       | Thomas Dufter Jens Deimel Hans-Peter Pohl               | Niemcy     | 1:27:56,2 |
| 4     | Andreas Schaad Jean-Yves Cuendet Hansjörg Zihlmann      | Szwajcaria | 1:30:38,1 |
| 5     | František Máka Milan Kučera Miroslav Kopal              | Czechy     | 1:31:35,1 |
| 6     | Simone Pinzani Andrea Cecon Andrea Longo                | Włochy     | 1:31:35,5 |
| 7     | Klaus Ofner Markus Platzer Robert Stadelmann            | Austria    | 1:34:25,1 |
| 8     | Jarno Miettinen Topi Sarparanta Jari Mantila            | Finlandia  | 1:35:52,2 |